# ریچارد لوینز
ریچارد لوینز (انگلیسی: Richard Levins؛ ۱ ژوئن ۱۹۳۰ – ۱۹ ژانویهٔ ۲۰۱۶) دانشمند در زمینه بوم‌شناسی اهل ایالات متحده آمریکا و از برندگان جایزه آکادمی ملی علوم بود.